# Polythelie

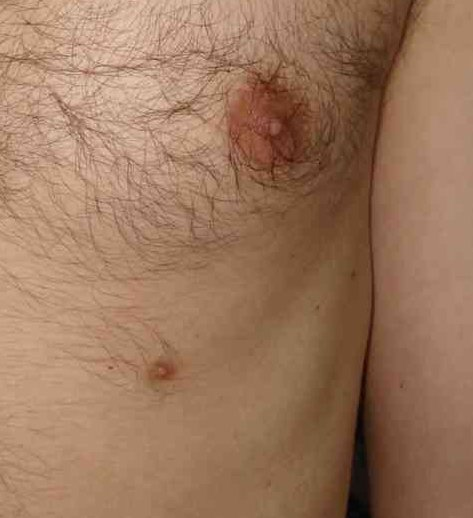
De borstkas van een man met een gewone tepel en daaronder een extra tepel

Polythelie is wanneer een zoogdier een of meerdere extra tepels heeft. 
Bij mensen ziet zo'n extra tepel er doorgaans uit als een roze of bruin plekje en wordt hij vaak verward met een moedervlek. Soms gaat het om een verder ontwikkelde, weliswaar kleine tepel. Overbodige tepels bevinden zich op de melklijst, een denkbeeldige lijn van de oksels tot de lies aan weerskanten van de romp. Het is een vaak voorkomende en onschuldige geboorteafwijking die meestal geen symptomen of complicaties veroorzaakt. Polythelie komt naar schatting bij 1 op 40 tot 1 op 18 mensen voor, zowel bij mannen als bij vrouwen.
Extra tepels worden geclassificeerd in acht verschillende types, van een behaard vlekje tot een melkproducerende borst in het klein. Aanwezigheid van extra melkklieren is zeldzaam en wordt polymastie genoemd.